# Episodi de I fratelli Corsaro
La prima stagione della serie televisiva I fratelli Corsaro, composta da 4 episodi, tratti dai romanzi di Salvo Toscano, è stata trasmessa in prima visione e in prima serata su Canale 5 dall'11 settembre al 2 ottobre 2024.
| nº | Titolo                | Prima TV          |
| -- | --------------------- | ----------------- |
| 1  | Ultimo appello        | 11 settembre 2024 |
| 2  | L'enigma Barabba      | 18 settembre 2024 |
| 3  | Sangue del mio sangue | 25 settembre 2024 |
| 4  | Insoliti sospetti     | 2 ottobre 2024    |

## Ultimo appello
- Diretto da: Francesco Miccichè
- Soggetto e sceneggiatura di: Giuseppe Fiorello, Salvatore De Mola e Pier Paolo Piciarelli

### Trama
Mentre è a pranzo con la famiglia, il giornalista di cronaca nera Fabrizio Corsaro viene avvisato del ritrovamento del cadavere di una donna, Francesca Raimondo, uccisa in casa con diverse coltellate alla schiena. Suo fratello Roberto, un avvocato penalista, riceve la visita del marito della vittima, il signor Giuseppe Miraglia, il quale è convinto che la moglie avesse un amante; tuttavia lo stesso Miraglia viene arrestato perché sospettato dell'omicidio. Il giorno seguente la giovane Rosaria Cangelosi viene uccisa da un pirata della strada. Parlando con la madre di quest'ultima, Fabrizio scopre che le due ragazze erano state compagne di classe dalle suore e inizia a frequentare Angela Denaro, una loro amica. Quando ormai tutto lascia pensare che il colpevole sia un professore, un tale Scarfidi, Fabrizio capisce che ad uccidere le due ragazze è stata proprio Angela con il movente della gelosia ma questa, dopo essere stata smascherata, lo colpisce alle spalle e sta sul punto di ucciderlo con un posacenere quando viene fermata appena in tempo da Roberto.
- Altri interpreti: Giulia Petrungaro (Angela Denaro), Massimiliano Nicosia (prof. Scarfidi).
- Tratto da: Ultimo appello, edito da Newton Compton Editori (2020).
- Ascolti: telespettatori 2 551 000 – share 16,50%[4].

## L'enigma Barabba
- Diretto da: Francesco Miccichè
- Soggetto e sceneggiatura di: Giuseppe Fiorello, Salvatore De Mola e Pier Paolo Piciarelli

### Trama
Monika Jasinski, una signora polacca, si rivolge allo studio di Corsaro perché ha paura che possa essere successo qualcosa a sua sorella Magdalena, badante della signora Rizzuto, un'anziana che è appena stata trovata morta nel proprio letto. Roberto chiede al suo amico Gaetano, un ex carabiniere, di approfondire la vicenda. Si sospetta dell'infermiere Marcello Alotta. Intanto viene ritrovato morto padre Giovanni Sorgi, ucciso per soffocamento e poi crocefisso, e Fabrizio inizia a occuparsi del caso. Roberto, infiltrando la collega Valeria, scopre che Alotta appartiene a una setta che sostiene che il vero Gesù sia Barabba e che la Chiesa ha messo tutto a tacere, una tesi avversata da Padre Sorgi. I fratelli Corsaro scoprono che a "sacrificare" il sacerdote è stato Raffaele Rizzuto, figlio della signora trovata morta, mentre Marcello Alotta ha ucciso la madre dell'uomo e la badante polacca: i due volevano mettere le mani sulla loro eredità.
- Altri interpreti: Elena Lander (Monika Jasinski), Luigi Maria Rausa (avvocato), Werner Waas (padre), Nicolò Prestigiacomo (Marcello Alotta), Daniele Gonciaruk (Raffaele Rizzuto).
- Tratto da: L'enigma Barabba, edito da Newton Compton Editori (2020).
- Ascolti: telespettatori 1 973 000 – share 13,60%[5].

## Sangue del mio sangue
- Diretto da: Francesco Miccichè
- Soggetto e sceneggiatura di: Giuseppe Fiorello, Salvatore De Mola e Pier Paolo Piciarelli

### Trama
Un ex senatore della DC, Temistocle Restuccia, chiede a Roberto di interessarsi a Gerlando Fogazza, sindaco di Castelferro, comune dove è stato ucciso un funzionario, il geometra Nicola Prestipino, che aveva bloccato il progetto di un grande resort di lusso scontentando proprio il primo cittadino che lo aveva minacciato. Fabrizio rinuncia a una vacanza a Copenaghen con l'amico Pippo e si reca sul posto: parlando con l'attivista e candidata sindaco Maria Librizzi, con la quale inizierà una relazione, capisce che i terreni sui quali si dovrebbe costruire il resort appartengono alla famiglia del latitante Vicè Labbate, lo stesso che sospetta possa aver avuto a che fare con suo padre e che pensa di aver visto sulla sua tomba. Nel frattempo viene arrestato e in seguito rinviato a giudizio il sindaco che aveva minacciato Prestipino poco prima della sua morte. Durante il processo Roberto mette alle strette Assunta Marino, moglie del sindaco e amante del segretario Di Vincenzo: i due hanno provato a sbarazzarsi di Fogazza tentando di incastrarlo quando in realtà l'assassino di Prestipino era proprio Di Vincenzo. Dopo una lunghissima latitanza i ROS riescono ad arrestare Labbate.
- Altri interpreti: Ester Vinci (Assunta Marino), Gigi Borruso (Rocco Corsaro), Giovanni Guardiano (Lillo), Antonio Lo Presti (Temistocle Restuccia), Enrico Stassi (Giuffrida), Carmelo Rosario Cannavò (Gerlando Fogazza), Matteo Contino (Di Vincenzo), Marco Feo (giudice), Giovanni Arezzo (carabiniere Marangon).
- Tratto da: Sangue del mio sangue, edito da Newton Compton Editori (2020).
- Ascolti: telespettatori 1 870 000 – share 11,70%[6].

## Insoliti sospetti
- Diretto da: Francesco Miccichè
- Soggetto e sceneggiatura di: Giuseppe Fiorello, Salvatore De Mola e Pier Paolo Piciarelli

### Trama
Fabrizio si mette nei guai quando si presenta all'appuntamento con il macellaio Onofrio Palillo per intervistarlo trovandolo morto sul pavimento di casa. Il giornalista scappa dall'appartamento con le mani sporche di sangue e, dopo aver incrociato sulle scale una ragazza di nome Grazia Moncada, chiama la polizia. Si scopre poi che il macellaio era anche un usuraio e che tra le sue vittime c'era anche lo zio di Maria Librizzi. Fabrizio viene incredibilmente sospettato del delitto e viene arrestato su richiesta del nuovo vicequestore  Benedetti. Suo fratello si trova quindi a doverlo difendere e nel frattempo cerca di fare chiarezza sulla posizione del padre sospettando che possa aver avvantaggiato la mafia. Roberto riesce però a far scarcerare il fratello e a scoprire che dalla relazione che Palillo aveva avuto con una certa Antonella Pantano ai tempi del militare era nata una bambina poi data in affido in Svizzera a Giorgio Moncada, candidato in pectore alle regionali in Sicilia; il macellaio aveva evidentemente riconosciuto la figlia nella sua macelleria  e aveva preso in affitto un appartamento dei Moncada per avvicinarsi a lei nonostante Giorgio lo avesse pagato per ottenere il suo silenzio. I fratelli Corsaro scoprono che il vicequestore che sta indagando sul caso, il dottor Benedetti, è in realtà anche lui figlio di Grazia Moncada: il funzionario confessa che la madre, prima di morire, gli aveva accennato di Grazia e per questo si era fatto trasferire a Palermo per poi uccidere Palillo con l'intento di proteggere la sorellastra facendo ricadere la colpa su Fabrizio.
Nel finale proprio Fabrizio decide di fare un viaggio spirituale e tra Giulia e Maria sembra aver scelto la collega; suo fratello invece diventa padre. Il PM Maniscalco fa capire a Roberto che il padre era stato un fiancheggiatore del boss Labbate: Fabrizio è quindi costretto a rinviare la partenza.
- Altri interpreti: Eugenio Di Fraia (vicequestore Benedetti), Riccardo Isgrò (Vittorio Ragone), Dario Veca (Onofrio Paolillo), Gaia Lo Vecchio (Grazia Moncada), Ottavio Amato (Giorgio Moncada).
- Tratto da: Insoliti sospetti, edito da Newton Compton Editori (2015).
- Ascolti: telespettatori 1 938 000 – share 12,30%[7].